# Palacio de la Legislatura de la Provincia de Buenos Aires
El Palacio de la Legislatura de la Provincia de Buenos Aires (también llamado Palacio Legislativo) es la sede del Poder Legislativo de la Provincia de Buenos Aires, y se encuentra en la ciudad capital, La Plata y frente a la Plaza San Martín.

## Historia
El diseño surgió del Concurso Internacional de Proyectos que el Gobierno Provincial convocó en 1881 y que ganaros los arquitectos alemanes Gustav Heine y Georg Hagemann de la ciudad de Hannover. La piedra fundamental se colocó el 29 de mayo de 1883, iniciándose las obras bajo la dirección del arquitecto alemán-argentino Karl Nordmann. Los empresarios Plou y Oliveri fueron los encargados de ejecutar la obra. Ante la demora de los trabajos, en el año 1887 se formó una comisión integrada por diputados y senadores que se ocupó del control y la finalización de las obras. Así, el 4 de mayo de 1888 se inauguró el edificio con la habilitación de la Cámara de Diputados y el 7 de mayo de 1889 comenzó a funcionar el recinto del Senado.
Con la vuelta de la democracia en 1983, comenzó la restauración general del edificio. Entre las principales obras, se destaca la del recinto de diputados, que dio comienzo el 2 de enero de 1985. Su estado mostraba un alto grado de deterioro debido al abandono, la acción del tiempo y el resultado poco feliz de algunas intervenciones de reparación. Siguió otra gran restauración realizada durante 2004 y 2005, en la segunda presidencia del diputado Osvaldo Mércuri.

## Arquitectura

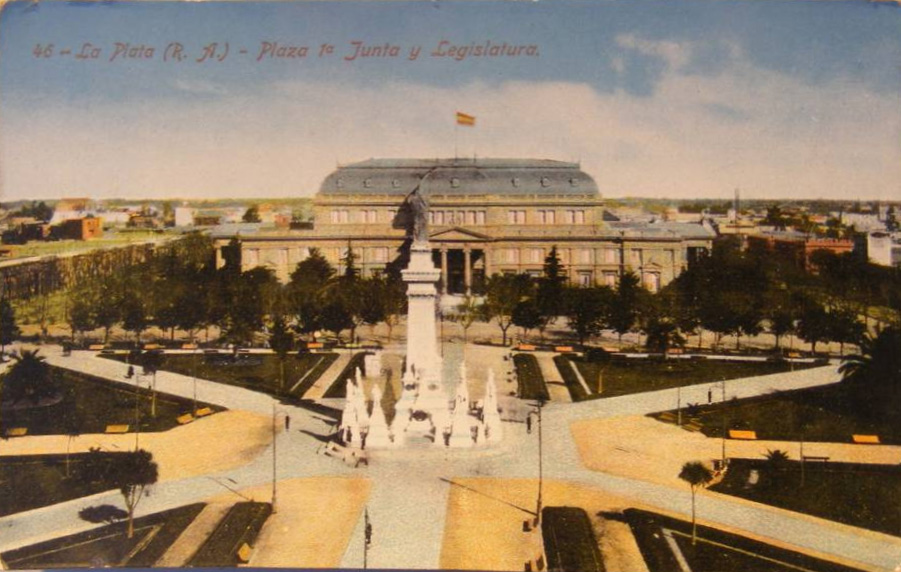
Plaza Primera Junta con el monumento que la dominaba originalmente, luego demolido. Al fondo, el Palacio de la Legislatura.

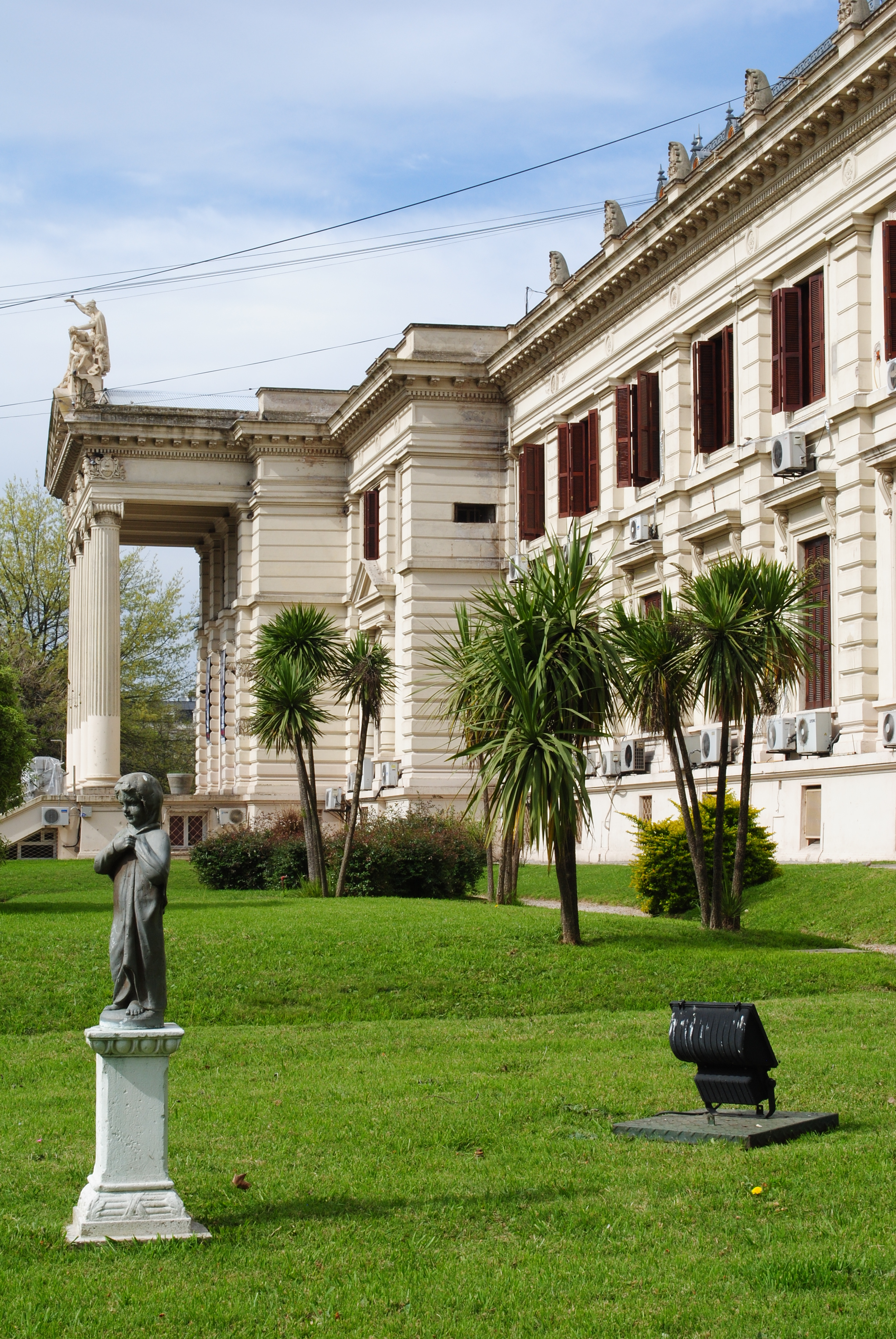
Jardines de Palacio y pórtico neoclásico

El estilo del edificio va desde el neoclásico al neogótico con elementos renacentistas alemanes. Al ser parte de un concurso internacional, es un reflejo del pensamiento universalista de la época. Es un ejemplo de monumentalidad propia del eclecticismo académico, popular en la arquitectura argentina del siglo XX. Sus fachadas están revestidas en símil piedra París (actualmente oculto bajo capas de pintura). 
Tiene tres accesos: dos para los legisladores (para los senadores sobre Av. 51 y para los diputados sobre Av. 53) en el eje traversa secundario que llevan al Salón de los Pasos Perdidos y uno para el público en el eje principal de composición que lleva al hall central (sobre Av. 7). Estos accesos están identificados por pórticos que se componen de cuatro columnas con capiteles jónicos y se coronan por grupos escultóricos realizados por el artista veneciano Victor de Pol, quien también realizó los relieves de cemento patinado que sirven de ornamento a las tres fachadas principales, los que representan escenas alegóricas y de la historia argentina. Norberto José de la Torre en el libro La Legislatura de Buenos Aires (1987) destaca que el concurso internacional valoró la solución arquitectónica de los accesos «tanto para el ciudadano como para los legisladores, al ubicarlos como protagonistas diferenciados por sus roles y responsabilidades pero ambos participando en un sistema que privilegia la libertad y la igualdad ante la ley».
El edificio se caracteriza por poseer una simetría espacial, funcional al programa bicameral de la legislatura, ya que cada recinto posee un diámetro invariable y resulta simétrico respecto al hall central.
En el interior del edificio, una escalera de mármol lleva al público desde el hall hasta los palcos de los recintos principales. 
El cielo raso de la Cámara baja fue decorado por el pintor argentino Graciano Mendilaharzu, representa un sol naciente flamígero y una serie de figuras alegóricas.

## Biblioteca
La Biblioteca de la Legislatura de la Provincia de Buenos Aires posee más de 37.000 volúmenes, además de 1500 títulos de publicaciones periódicas del país y extranjeras, abarcando temas jurídicos, de ciencias sociales, economía, filosofía y política.